# Johannes Alexander Kruseman
Johannes Alexander Kruseman (Vlaardingen, 27 oktober 1860 – Lisse, 19 december 1947), kleinzoon van de kunstschilder Jan Adam Kruseman, was een Nederlands kunstschilder.
Hij werd geboren in Vlaardingen als oudste zoon van Alexander Kruseman (1827–1883) en Jacoba Adriana Martha Ledeboer (1835–1909). Zijn vader was de oudste zoon van de in zijn tijd beroemde portretschilder Jan Adam Kruseman (1804–1862).

Kruseman woonde achtereenvolgens in Rotterdam, Lisse en Bennebroek. Hij volgde lessen in Rotterdam en aan de Haagse kunstacademie. Hij schilderde zee- en strandgezichten in de stijl van de Haagse school en de Amsterdamse impressionisten. Hoewel Kruseman het schilderen niet als beroep beoefende schilderde hij zeer verdienstelijk, waarvan zijn lidmaatschap van de Amsterdamse schildersvereniging St. Lucas getuigt.